# 徐兆麒
徐兆麒（？年—1633年），遼東人，明朝末年政治人物。

## 生平
舉人出身。年官陝西平涼府華亭縣知縣，到任僅七日，城池即陷落。徐兆麒以失封疆罪被待輪死。秋決複審時，崇禎帝覺其無辜，頗為動容，然而温体仁在旁一言不發。徐兆麒最終棄市。人皆以為冤。